# Бистриця (стадіон)
Стадіон Бистриця (болг. Стадион „Бистрица“, англ. 'Bistritsa Stadium') — багатоцільовий стадіон у Бистриці, Софія, Болгарія. Наразі він використовується для проведення футбольних матчів і є домашнім стадіоном для місцевих футбольних клубів «Вітоша» (Бистриця), «ЦСКА 1948» і колишнього клубу «Септемврі» (Софія). Стадіон вміщує 4000 глядачів.

## Історія
Після виходу команди до болгарської Першої ліги стадіон реконструювали, щоб отримати дозвіл від ліцензійного комітету Болгарського футбольного союзу на проведення матчів наступного сезону. 2017 року «Септемврі» (Софія) оголосила, що переїде на стадіон, поки не буде побудовано новий майданчик.
З 2021 року «ЦСКА 1948» також почав використовувати стадіон як основне місце проведення матчів Першої ліги.